# 迷子峰
68°8′S 42°42′E / 68.133°S 42.700°E
迷子峰（英語：Maigo Peak），是南極洲的山峰，位於毛德皇后地的奧拉夫王子海岸，處於日出角東南面3公里，根據日本探險隊的測量和拍攝的空中照片繪入地圖，現時由南極條約體系管理。

## 外部連結
- . . United States Geological Survey.   [2013-07-29].
- 本条目引用的公有领域材料来自美国地质调查局的文档《迷子峰》 （資料來自地名信息系统）。